# 卡罗绚鹦嘴鱼
卡罗绚鹦嘴鱼（学名：Calotomus carolinuse）为鹦嘴鱼科绚鹦嘴鱼属的鱼类，俗名卡罗鹦鲤。分布于印度泛太平洋、台湾岛等。该物种的模式产地在Caroline群岛。